# Franz Bartisch
Franz Bartisch (* 21. November 1897 in Wien, Österreich; † 31. Januar 1948 in Wien) war ein österreichischer Ingenieur, Motorradmechaniker, Spezialist für Motoren-Tuning und Gründer der mechanischen Werkstätte Bartisch (1926–1928, Wien).

## Konstruktionen und Entwicklungen

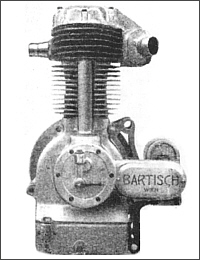
Der 1928 von der Firma Bartisch herausgebrachte 500-cm³-Königswellen-Motor, dessen Zylinderkopf voll gekapselt war. Der gesamte Ventilmechanismus arbeitete in einem Ölbad, das mit Umlaufschmierung in Verbindung stand.

Bartisch entwickelte und baute 1926 als einer der ersten einen 350 cm³ OHC-Motor mit obenliegender Nockenwelle und Kettenantrieb, Jahre bevor A.J.S. diese Antriebsart etablierte.
Das Konstruktionsprinzip der kettengetriebenen obenliegenden Nockenwelle war 1926 durchaus bekannt, doch war damals in Österreich kein Motorrad dieser Konstruktion käuflich, denn die „Kettel“-A.J.S., mit welcher der Begriff dieses Nockenwellenantriebs in Österreich synonym geworden ist, wurde erst im Frühjahr 1927 in London vorgestellt.
1928 wurde sein zweiter Motor fertig. Der Königswellenmotor mit 500 cm³ Hubraum hatte gänzlich im ölgekühlten Zylinderkopf eingeschlossene Ventile, eine auswechselbare Zylinderlaufbuchse und Umlaufschmierung mit unter dem Kurbelgehäuse liegendem Öltank. Der Motor wurde als Prototyp in einen geschlossenen Rohrrahmen mit dreifach versteifter Hintergabel sowie starker Federgabel mit Stoß- und Steuerungsdämpfer eingebaut. Die großen Bremstrommeln waren mit Kühlrippen versehen, die Hinterradbremse konnte ohne Werkzeug von Hand nachgestellt werden. Dieser Aufbau verlieh dem Fahrzeug für damalige Verhältnisse erstklassige Fahreigenschaften und hohe Verlässlichkeit.
Beachtlich ist der völlig gekapselte Zylinderkopf, eine Einführung, die auch bei namhaften Marken erst ab 1932 Eingang in die Serienproduktion fand.
Beide Bartisch-Motoren waren in Degen-Motorrädern verbaut. Franz Degen, Wien, fuhr den 500er Bartisch-Motor in Rennen.
Gleich der Austria-Alpha blieben auch die Konstruktionen von Franz Bartisch wegen des Mangels an Budget bzw. eines Finanziers Prototypen.

## Beruflicher Hintergrund und Werdegang
Hauptberuflich war Franz Bartisch in der von Hermann Medinger gegründeten Firma Mezo als Experte für Motor-Tuning angestellt. Dort gab es einen Motorenprüfstand, ein für damalige Motorradwerkstätten sehr seltenes Messinstrument. In der Werkstatt wurden auch die Puch-Expeditionsmotorräder für Max Reisch, Herbert Tichy und Josef Böhmer nach Ideen von Bartisch ausgerüstet.
Später konstruierte Bartisch Puch-Dreiräder auf Basis der Motorräder Puch 200 und Puch 125T.